# Asota kuluensis
Asota kuluensis är en fjärilsart som beskrevs av Rothschild 1897. Asota kuluensis ingår i släktet Asota och familjen nattflyn. Inga underarter finns listade i Catalogue of Life.